# Сульфид галлия(I)
Сульфид галлия — бинарное неорганическое соединение, соль металла галлия и сероводородной кислоты с формулой Ga2S, зелёный или чёрный порошок.

## Получение
- Действием при высокой температуре сероводорода на металлический галлий:

{\displaystyle {\mathsf {2Ga+H_{2}S\ {\xrightarrow {600^{o}C}}\ Ga_{2}S+H_{2}}}}

## Физические свойства
Сульфид галлия образует зелёный или чёрный порошок.

## Химические свойства
- При нагревании разлагается:

{\displaystyle {\mathsf {Ga_{2}S\ {\xrightarrow {800^{o}C}}\ 2Ga+S}}}